# Ото Ланг (продуцент и скијаш)
Ото Ланг (њем. Otto Lang; Зеница, 21. јануар 1908 — Сијетл, 30. јануар 2006) био је скијаш и пионирски инструктор скијања из Босне и Херцеговине, а живио је и радио у Сједињеним Државама. Након што је давао часове скијања у бројним мањим одмаралиштима у Аустрији, придружио се Школи скијања „Ханес Шнајдер” у Санкт Антон ам Арлбергу, једној од најпрестижнијих школа скијања у то доба. Као и други многобројни инструктори који су учили Шнајдеровим Алберг методом, Ланг је на крају добио шансу да подучава у САД, у Пекету на Шугар хилу у Вајт Маунтинсу (Њу Хемпшир). Касније је отишао на запад у ски школе на планинама Рејнир, Бејкер и Худ.
Након што је посјетио Сан Вали резорт у Ајдаху на захтјев свог бившег ученика Нелсона Рокфелера, понуђен му је посао у њиховој ски школи. Година 1930-их, Сан Вали је био један од најгламурознијих резорта на свијету, први од свих који је понудио ски лифтове. На крају, Ланг је постао директор школе скијања у Сан Валију и инструктор скијања холивудских звијезда. Потом је постао филмски режисер и продуцент, примарно због своје везе са Сан Валијем, укључујући остварено пријатељство са чланом извршног особља студија Дарилом Ф. Зануком. Демонстрирао је технике скијања у документарцу Ski Flight (Скијашки лет) из 1938. режисера Џерома Хила, остварењу које је имало премијеру у Радио сити мјузик холу. Лангова књига из 1936. Downhill Skiing (Скијање низбрдо) препозната је одмах по изласку као најобухватнији приручник за инструкције скијања које добијају почетници у овом спорту. Скијашки филмаџија Ворен Милер и новајлија Лауел Томас навели су Лангову књигу као своју инспирацију захваљујући којој су почели да се интересују за скијање.
Ланга је унајмио Дарил Ф. Занук да му помогне са скијашким секвенцама на филму из 1941, Sun Valley Serenade, у којем глуми Соња Хени; овако је почео да се бави кинематографијом. Неки од Лангових најзначајнијих играних филмова су: Call Northside 777 (1948 — продуцент), 5 Fingers (1952 — продуцент), Love is a Many-Splendored Thing (1955 — режисер за сцене снимане у Хонгконгу), Search for Paradise [радни наслов: The Search for Shangri-La] (1956 — режисер) и Tora! Tora! Tora! (1970 — придружени продуцент јапанских сегмената). Продуцирао је кратке филмове Vesuvius Express (1953), The First Piano Quartette (1954) и Jet Carrier (1954), номиноване за Оскара.
Ото Ланг је такође аутор. Његови мемоари, A Bird of Passage – The Story of My Life: From the Alps of Austria to Hollywood, U.S.A. {{cite journal|author= |title= |journal= (Птица која пролази — Прича мог живота: Од Алпа у Аустрији до Холивуда, САД), објављени су 1994. године, а исте године је и добио награду за „легенду године, ствараоца скијашких филмова” (енгл. Ski Film Maker Legend of the Year) на Интернационалном скијашком филмском фестивалу „Crested Butte” (досл. шиљато стрмо брдо). Дјело Around the World in 90 Years – Images From My Life's Journey (Око свијета за 90 година — Слике мог животног путовања), објављено 2000, колекција је фотографија које је Ланг направио током својих цјеложивотних путовања. На страницама се налазе и његови анегдотни описи фотографија и његовог живота. Године 1978. постао је члан америчке Националне ски куће славних, а 2004. године добио је награду за животно постигнуће од Асоцијације сјеверноамеричких новинара за спортове на снијегу (NASJA).
Син Отоа Ланга, Петер, надахнут очевим радом са животињама у ТВ програмима Sea Hunt, Flipper и Daktari, оснивач је и власник реномираног конзерваторијума Сафари вест вајлдлајф у округу Сонома (Калифорнија).